# Saint-Pellerin (Manche)
Pour les articles homonymes, voir Saint-Pellerin.
Saint-Pellerin est une ancienne commune française du département de la Manche et de la région Normandie, peuplée de 350 habitants. Elle a été intégrée le 1er janvier 2017 dans la commune de Carentan-les-Marais.

## Géographie

### Localisation
Les communes limitrophes sont Catz, Montmartin-en-Graignes, Saint-Hilaire-Petitville et Les Veys.

## Toponymie
Le nom de la localité est attesté sous la forme Sanctus Peregrinus sans date.

## Histoire

### Protohistoire
Des fouilles réalisées lors de la construction de la RN 174, ont mis au jour une occupation gauloise.

### Antiquité
À l'époque antique, le chemin nommé Chasse Ferrée, qui relie dans ce secteur Carentan au plateau de Neuilly-la-Forêt, permettait de traverser la Vire au Vay-Morant, et était à la pointe de deux itinéraires conduisant à Bayeux/Augustodurum ou à Vieux/Aregenuæ. Cette construction antique a été attestée lors de la fouille d'un tronçon sur la commune en 2012.

### Moyen Âge
Au début du XVe siècle, le bourg a pour seigneur Philippot Le Carpentier, époux de Claire de Brisehoulle, de la paroisse de Cauquigny.

## Politique et administration
| Période                                  | Période       | Identité    | Étiquette | Qualité           |
| ---------------------------------------- | ------------- | ----------- | --------- | ----------------- |
| juin 1995                                | décembre 2016 | Michel Néel | SE        | Employé de banque |
| Les données manquantes sont à compléter. |               |             |           |                   |

## Démographie
L'évolution du nombre d'habitants est connue à travers les recensements de la population effectués dans la commune depuis 1793. À partir du 1er janvier 2009, les populations légales des communes sont publiées annuellement dans le cadre d'un recensement qui repose désormais sur une collecte d'information annuelle, concernant successivement tous les territoires communaux au cours d'une période de cinq ans. 
Pour les communes de moins de 10 000 habitants, une enquête de recensement portant sur toute la population est réalisée tous les cinq ans, les populations légales des années intermédiaires étant quant à elles estimées par interpolation ou extrapolation. Pour la commune, le premier recensement exhaustif entrant dans le cadre du nouveau dispositif a été réalisé en 2004,.
En 2022, la commune comptait 350 habitants, en évolution de −3,58 % par rapport à 2016 (Manche : +0,44 %, France hors Mayotte : +2,49 %).
| 1793 | 1800 | 1806 | 1821 | 1831 | 1836 | 1841 | 1846 | 1851 |
| ---- | ---- | ---- | ---- | ---- | ---- | ---- | ---- | ---- |
| 319  | 269  | 340  | 375  | 382  | 394  | 437  | 414  | 384  |

| 1856 | 1861 | 1866 | 1872 | 1876 | 1881 | 1886 | 1891 | 1896 |
| ---- | ---- | ---- | ---- | ---- | ---- | ---- | ---- | ---- |
| 387  | 419  | 417  | 393  | 398  | 403  | 384  | 413  | 408  |

| 1901 | 1906 | 1911 | 1921 | 1926 | 1931 | 1936 | 1946 | 1954 |
| ---- | ---- | ---- | ---- | ---- | ---- | ---- | ---- | ---- |
| 394  | 346  | 330  | 262  | 275  | 270  | 306  | 293  | 288  |

| 1962 | 1968 | 1975 | 1982 | 1990 | 1999 | 2004 | 2009 | 2014 |
| ---- | ---- | ---- | ---- | ---- | ---- | ---- | ---- | ---- |
| 301  | 304  | 310  | 358  | 349  | 314  | 317  | 375  | 391  |

| 2018 | - | - | - | - | - | - | - | - |
| ---- | - | - | - | - | - | - | - | - |
| 361  | - | - | - | - | - | - | - | - |

La commune se situe dans la zone géographique des appellations d'origine protégée (AOP) beurre d'Isigny et crème d'Isigny.

## Culture locale et patrimoine

### Lieux et monuments
- Église Notre-Dame des XIIIe – XVIIIe siècles avec tour-porche en façade et clocher campaniforme (en forme de cloche renversée) du XVIIIe. Elle abrite une chaire à prêcher du XIXe, un tableau christ en croix classé au titre objet aux monuments historiques[12] et cinq autres tableaux classés également : l'Envoi de la peste, le Christ et les Pèlerins d'Emmaüs, la Nativité, saint Jean Baptisye enfant et saint Louis-Beltran, légués par Charles Eugène Desplanques (1793-1824), capitaine de cavalerie[13].
- If funéraire du cimetière.
- Manoir du Bois du XVIIe siècle avec un portail à deux piliers coiffés de chaperons et tour carrée du colombier. C'est dans ce manoir qu'est né, en 1846, Charles Sébline.
- Manoir de Silans des XVIe – XVIIIe siècles.
- Ferme de la Morinière et ses vestiges du XVIe siècle.
- Lavoir.

### Personnalités liées à la commune
- Charles Sébline (Saint-Pellerin, 8 juin 1846 - Aulnoye, 10 février 1917), ancien élève du lycée Lebrun de Coutances, homme politique, préfet des Pyrénées-Orientales, du Vaucluse, de l'Aisne, sénateur de l'Aisne, maire de Montescourt-Lizerolles (Aisne)[14].